# Gobernación de Eritrea
La Gobernación de Eritrea (Governo d'Eritrea, en italiano) fue una de las 6 provincias, en las cuales se subdividía el África Oriental Italiana, como parte del Imperio Italiano. Corresponde, en gran medida al territorio ocupado por la actual Eritrea, más una parte correspondiente a la actual Etiopía.

## Historia

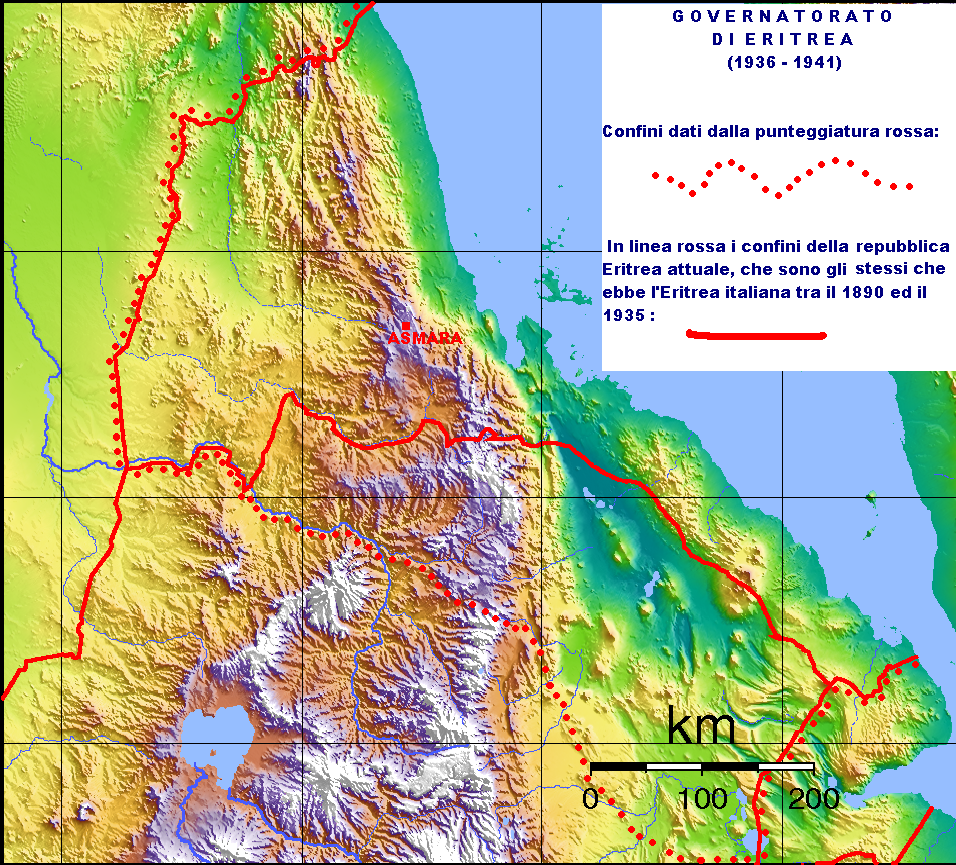
Mapa del "Governatorato di Eritrea" (1936-1941)

En 1869 empezaron los italianos a crear dominios coloniales en Eritrea. Desde 1890 a 1936 el territorio constituía la colonia italiana de Eritrea, la cual pasó a ser una de las provincias del África Oriental Italiana, luego de la invasión y conquista de Etiopía en 1936. 
Su capital era Asmara, la cual en 1939 tenía una población de 98.000 habitantes, de los cuales 53.000 eran italianos. Asmara era considerada la principal "ciudad italiana" en África, en donde estaban concentradas muchas industrias.
El Governatorato di Eritrea en 1940 tenía casi 130.000 km² de superficie y una población de más de un millón de habitantes, de los cuales casi cien mil eran colonos italianos. Eritrea era considerada como la "colonia primigenia" del Reino de Italia y fue favorecida con un enorme desarrollo industrial y comercial (especialmente en el área de la capital Asmara).
Luego de la derrota italiana, durante la Segunda Guerra Mundial, Eritrea fue ocupada por los Británicos, quienes posteriormente entragarían el control del país a Etiopía. Italia oficialmente renunció a Eritrea en el tratado de paz del febrero de 1947, luego de casi cien años de presencia en el territorio llamado en Italia afectuosamente con el término "Colonia primigenia" (o sea 'primera hija').

## Subdivisiones
La Gobernación de Eritrea estaba formado por los comisariados de:
| - Hamasien, capital Asmara; - Seraè, capital Adí Ugri; - Acchelè Guzai, capital Adí Caieh; - Tierras Bajas Orientales, capital Massawa; | - Keren, capital Keren; - Tierras Bajas Occidentales, Agordat; - Tigray occidental, capital Adwa; - Adigrat, capital Adigrat; | - Macalé, capital Macalé; - Tembien, capital Abí Adí; - Dancalia, capital Asab; - Galla, capital Allomatá. |

## Gobernadores
- Pietro Badoglio, del 9 al 22 de mayo de 1936
- Alfredo Guzzoni, del 22 de mayo de 1936 al 1º abril de 1937
- Vincenzo De Feo, del 1º abril de 1937 al 15 de diciembre de 1937
- Giuseppe Daodiace del 15 de diciembre de 1937 al 2 de junio de 1940
- Luigi Frusci del 2 de junio de 1940 al 19 de mayo de 1941